# EXO-CBX
EXO-CBX（エクソチェンベクシ、朝: 엑소-첸백시）は、チェン、ベクヒョン、シウミンの3人で構成されたEXOの初ユニットである。2016年10月に韓国でデビュー、2017年5月に日本でデビューした。
所属事務所はSMエンタテインメント（以下SM）、韓国のレーベルはジニーミュージック、日本のレーベルはavex trax。

## 概要
ダンス曲中心で重厚なパフォーマンスが多いEXOに対し、EXO-CBXは老若男女が近づきやすい距離感と自由奔放さ、より多くのジャンルの音楽をアピールしている。また、太陽系外惑星から地球に不時着したというコンセプトを持つEXOと違いEXO-CBXには特に設定が無く、メンバーたちも「超能力は出さない地球人」と言及している。
ユニット名CBXはメンバーそれぞれの頭文字をとって名づけられており、チェンベクシの順序についてチェンは「なぜ自分の名前が最初にあるのか理由がよく分からない、ベクシチェンやシベクチェンなどのうちチェンベクシが最も言いやすいようだ」と述べている。リーダーに関し公表されたことはないが、韓国デビュー当日にソウルで開かれたEXO-CBX Hot Debut Stageのステージ上で「今日のリーダー」を決めることになり、ゲームの結果チェンとシウミンが同点、ベクヒョンの「長男に譲ろう」という提案に従いシウミンが「今日の一日リーダー」となった。
ユニット結成のきっかけは本人たちの考えによるもので、最初は冗談半分で口にしていたユニットの話が現実となった。一緒に運動をする際トレーナーから「3人は身長もほぼ同じで一緒にやっても上手くいく」と言われ、気の合う3人でユニットを組めば楽しい活動ができると見込んでSMに提案した。

## 来歴
2016年7月29日開催のEXOコンサートツアー「EXO Planet #3 – The EXO'rDIUM」ソウル公演中に流されたVCR「Reservoir Idols CHEN BAEK XI」でチェン、ベクヒョン、シウミンの映像および音源が初披露され、「THUNDER BOY CHEN」「MAD ICE XIUMIN」「BLACK LIGHT BAEKHYUN」のキャプションが付いていた。スホが共演した同VCRは、EXO-CBXの韓国デビュー後にSMの公式YouTubeチャンネルで『The One Special Clip』として公開された。
8月15日公開のベクヒョン出演ドラマ『麗〈レイ〉〜花萌ゆる8人の皇子たち〜』予告映像内でチェン、ベクヒョン、シウミンの歌うOST『For You』が初公開された。
8月25日に音楽配信サイトにて音源が公開された。
10月5日、SMがチェン、ベクヒョン、シウミンによるEXO初ユニットの10月末デビューを発表した。
10月22日にユニットデビュー予告映像『HOT DEBUT: EXO'S FIRST UNIT』が公開。
10月23日開催のワンアジアドリームコンサート内でユニットとしての初公式ステージ『For You』を披露、ユニット名は未発表だったためEXOのチェン、ベクヒョン、シウミンとしてのステージとなった。
10月24日にユニット名EXO-CBXが発表された。
10月25日午前8時に公式サイトでデビューミニアルバムの予告イメージが公開された。
10月30日Naver V LIVE +にて「EXO-CBX Hot Debut前夜祭」を放送。
10月31日にミニアルバム『Hey Mama!』を発売し韓国デビュー。同日「EXO-CBX Hot Debut Stage」を開催し、MBC標準FMラジオ「カンタの星が輝く夜に」に出演。
11月2日SBSパワーFMラジオ「2時脱出カルトショー」に出演。
11月3日放送の『M COUNTDOWN』にて音楽番組での初ステージが披露された。
11月4日、11日、18日、KBS 2TVミュージックバンクに出演。
11月5日KBS 2TV「ユ・ヒヨルのスケッチブック」に出演。
11月5日、12日、24日MBC音楽中心に出演。
11月6日、13日、20日SBS人気歌謡に出演。
10日、MnetM COUNTDOWNに出演。
11月15日「The Show」に出演し、ラジオ「チェ・ファジョンのパワータイム」にも出演。
11月18日開催のN-POP Showcaceで初披露された楽曲『Crush U』は、韓国のオンラインゲーム運営企業NCSOFT、作曲家ユン・サン、Red Velvet、EXO-CBXのコラボレーション企画により制作された楽曲で、オンラインゲーム『ブレイドアンドソウル』のOST『飽和との招待状』をモチーフに作曲家ユン・サンが編曲した。
11月23日ミニファンミーティングを開催。
2017年3月10日LINE LIVEにて「さしめし特番」に出演。
5月3日に『GirlsAward 2017 SPRING/SUMMER』に出演。
5月19日、KBS 2TVミュージックバンク、MnetM COUNTDOWNに出演。
5月19日-6月11日ラフォーレ原宿にてEXO-CBX Popup Storeが開催。
5月20日日本テレビ系列バズリズムに出演。
5月23日-5月29日タワーレコード梅田NU茶屋町店にて衣装展示が行われ、6月7日タワーレコード渋谷店にて衣装展示が行われた。
5月24日にミニアルバム『Girls』を発売し日本でデビューした。
6月、日本の雑誌『Popteen』2017年7月号で、海外男性グループ初の単独表紙を飾った。
6月7日、日本デビュー記念Free Showcase“Colorful BoX”が代々木公園の野外ステージで開催された。
6月22日、テレビ東京系「〇〇と新どうが」番組内プロジェクト第5弾として、松江哲明×EXO-CBXと新どうが①が放送された。新どうがは⑦（6月26日放送分）まである。同じく6月22日AbemaTV「極楽とんぼKAKERUTV♯9」に出演。
9月22日放送のSHINeeテミン出演ドラマ『ファイナルライフ -明日、君が消えても-』第4話で、日本語楽曲の『Cry』がOSTとして初公開された。
2018年1月29日LINE LIVE「さしめし#461 EXO-CBX・ピコ太郎 前半」に出演。
2月5日「さしめし#466  EXO-CBX・ピコ太郎 後半」に出演。

## 作品

### 韓国
ミニアルバム
- Hey Mama! (2016年10月31日)
- Blooming Days (2018年4月10日)

デジタルシングル
- 麗〈レイ〉〜花萌ゆる8人の皇子たち〜 OST(2016年) - ベクヒョン出演[39]
- NCSOFTのMMORPG『Blade&Soul』OST(2016年)[40]
- SBSアニメ『ランニングマン』主題歌(2017年)[41]

Music Video
| 年     | MV                     |
| ------ | ---------------------- |
| 2016年 | - Hey Mama!            |
| 2018年 | - 花요일(Blooming Day) |

### 日本
アルバム
- MAGIC (2018年5月9日)

ミニアルバム
- GIRLS (2017年5月24日)

デジタルシングル
- Cry(2017年) - ファイナルライフ -明日、君が消えても- OST[42]

Music Video
| 年     | MV                       |
| ------ | ------------------------ |
| 2017年 | - Ka-CHING! -Short Ver.- |
| 2018年 | - Horololo               |

## コンサート

### 日本
- EXO-CBX “MAGICAL CIRCUS” TOUR 2018(2018年5月11日 - 6月8日)[43]

## 出演

### イベント
| 開催日 | 開催日        | イベント名                                                    | 会場                             |
| ------ | ------------- | ------------------------------------------------------------- | -------------------------------- |
| 2016年 | 10月23日      | 2016釜山ワンアジアフェスティバル ワンアジアドリームコンサート | 釜山アジアド主競技場             |
| 2016年 | 11月18日      | Blade&Soulワールドチャンピオンシップ特別公演N-POP Showcace    | 海雲台区映画の殿堂               |
| 2016年 | 12月29日      | 2016KBS歌謡祭                                                 | 永登浦区KBS                      |
| 2017年 | 2月18日       | K-Drama Festa in 平昌                                         | 平昌郡龍平ドーム                 |
| 2017年 | 5月3日        | マイナビGirlsAward 2017 Spring/Summer                         | 国立代々木競技場                 |
| 2017年 | 6月10日       | Bangkok Super Live                                            | インパクト・ムアントーンターニー |
| 2017年 | 7月8日        | SMTOWN Live World Tour VI in Seoul                            | ソウルワールドカップ競技場       |
| 2017年 | 7月15、16日   | SMTOWN Live World Tour VI in Japan                            | 京セラドーム大阪                 |
| 2017年 | 7月27、28日   | SMTOWN Live World Tour VI in Japan                            | 東京ドーム                       |
| 2017年 | 8月5日        | SMTOWN Special Stage in Hong Kong                             | 香港コロシアム                   |
| 2017年 | 8月26日       | a-nation 2017                                                 | 味の素スタジアム                 |
| 2017年 | 10月1日       | Korea Music Festival                                          | 高尺スカイドーム                 |
| 2017年 | 11月4日       | 2017 Dream Concert in 平昌                                    | 平昌冬季オリンピックプラザ       |
| 2017年 | 11月29日      | Mnet Asian Music Awards in Japan                              | 横浜アリーナ                     |
| 2018年 | 7月28日〜30日 | SMTOWN LIVE 2018 IN OSAKA                                     | 京セラドーム大阪                 |

### ウェブ番組
レギュラー出演のみ。
- EXO-CBXと新どうが created by 松江哲明(2017年6月7日-6月26日、全員)[57]

### 広報モデル
- グローバルコンテンツ公募展トークトークコリア2017(2017年)[58]

### タイアップ
- 日本テレビ系列ウチのガヤがすみません!5月エンディングテーマ(2017年) -「Ka-CHING!」[59]

## 受賞歴
| 受賞日         | 授賞式名                  | 賞名                                  | 受賞曲  |
| -------------- | ------------------------- | ------------------------------------- | ------- |
| 2017年3月2日   | 12th Annual Soompi Awards | ベストドラマOST賞                     | For You |
| 2017年12月29日 | Mnet Asian Music Award    | ベストアジアンスタイル インジャパン賞 |         |